# Riera de Sant Jaume
La Riera de Sant Jaume és un curs fluvial entre els municipis de Viladecavalls (Vallès Occidental) i Olesa de Montserrat (Baix Llobregat) a la Serralada Prelitoral Catalana. Neix com a continuació de la Riera de la Torre quan recull diversos torrents a l'alçada de la Pedrera del Mimó, ja sobrepassat el Puig Ventós (Olesa de Montserrat), a l'oest, i la Serra de Collcardús, a l'est. Desemboca a la Riera de Gaià quan forma la Riera del Morral del Molí que desemboca al Llobregat. El seu curs discorre en direcció nord-sud.
És un espai amb una forta activitat humana, ja que discorren per la seva conca les carreteres comarcals B-120 i B-120 i pel seu tram nord l'Autovia C-16 i la via fèrria de la Línia Barcelona-Vallès dels FGC. Degut a la imminència de la construcció del quart cinturó s'ha proposat la construcció d'un nou viaducte que superi i conservi el valor geològic i biològic de la zona

## Geologia
La seva geologia és característica i té un elevat valor didàctic perquè es poden observar pràcticament verticals diverses capes de diferent composició geològica. successions de materials anàlogues des dels Sudets fins al Marroc, altres llocs a Catalunya poden ser les del Figaró. Són característiques la «formació Mediona» (Paleocè) i «Bretxes del Cairat» (Eocè inferior), així com la presència de bandes sedimentàries del Butsandstein, Muschelkalk (Triàsic) i probablement el Keuper (Triàsic) Algunes de les infraestructures que travessen la Riera de Sant Jaume tallen aquestes capes pràcticament verticals, cosa que permet observar i identificar els processos tectònics que originaren el seu relleu.

## Flora
S'ha descrit la presència de poblacions al·lòctones de cervina (Coronopus didymus (L.) Sm. crucíferes), Palo-santo (Diospyros lotus L., ebenàcies) i Te de Mèxic (Chenopodium ambrosioides).